# Phaethornis augusti
Phaethornis augusti là một loài chim trong họ Trochilidae.